# Citroën C4
Citroën C4 este o mașină de familie mică/mașină compactă (clasificată și ca un SUV crossover compact din 2020) produsă sub marca Citroën, din Grupul PSA, și mai târziu Stellantis. A fost poziționat să fie succesorul lui Citroën Xsara.

## Prima generație (2004)

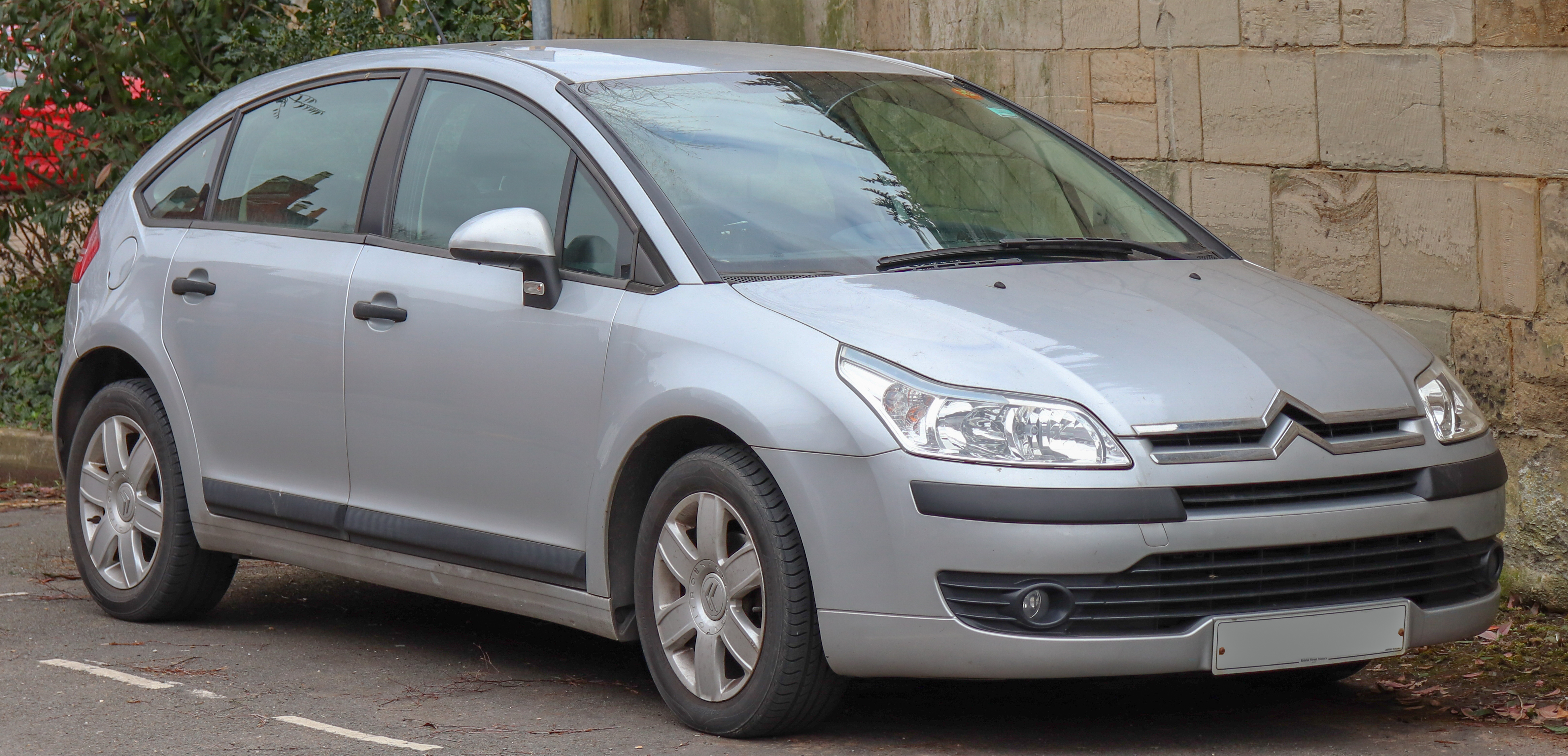
Hatch (pre-facelift)

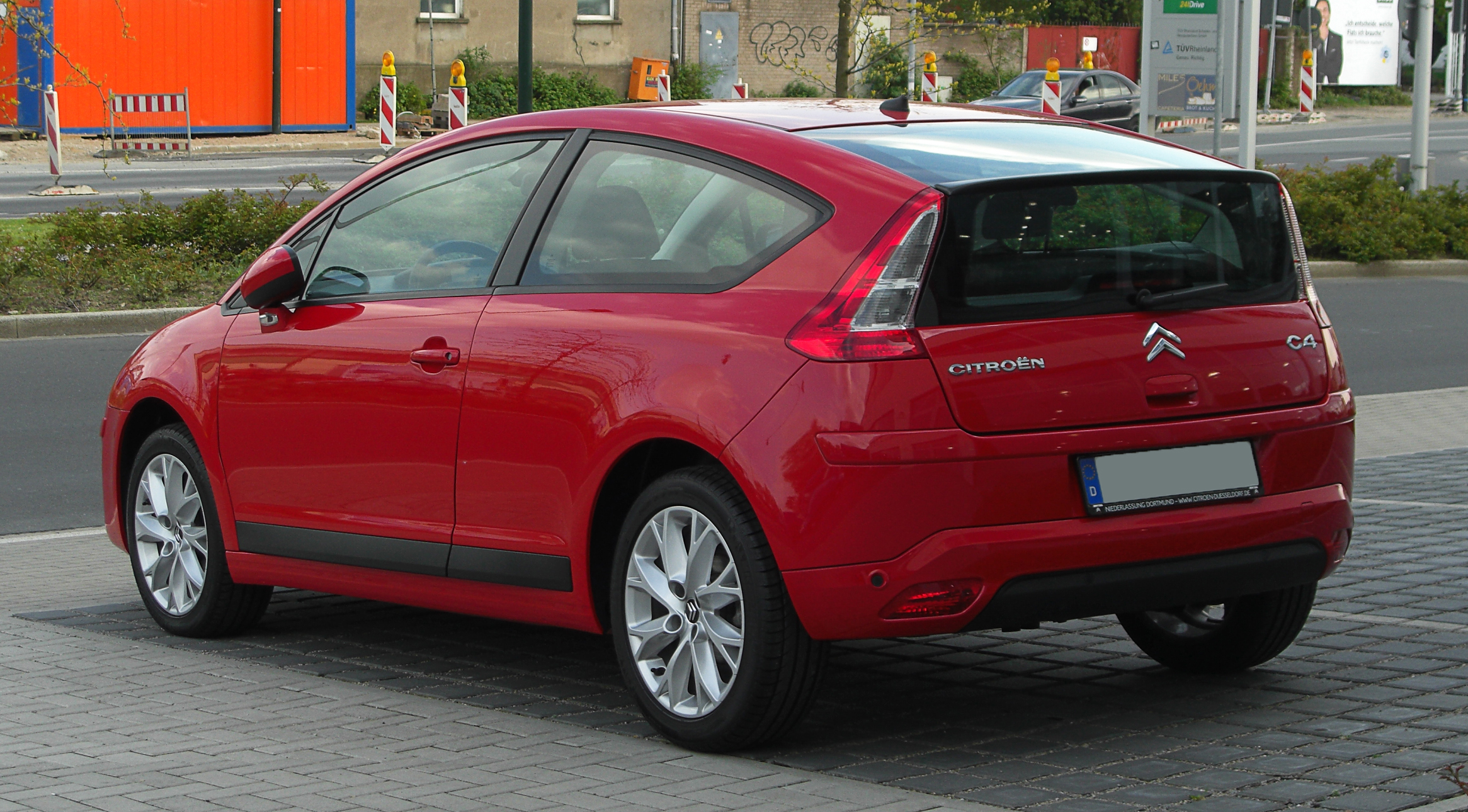
Coupe (facelift)

Prima generație a început producția în septembrie 2004.

### C4 Sedan

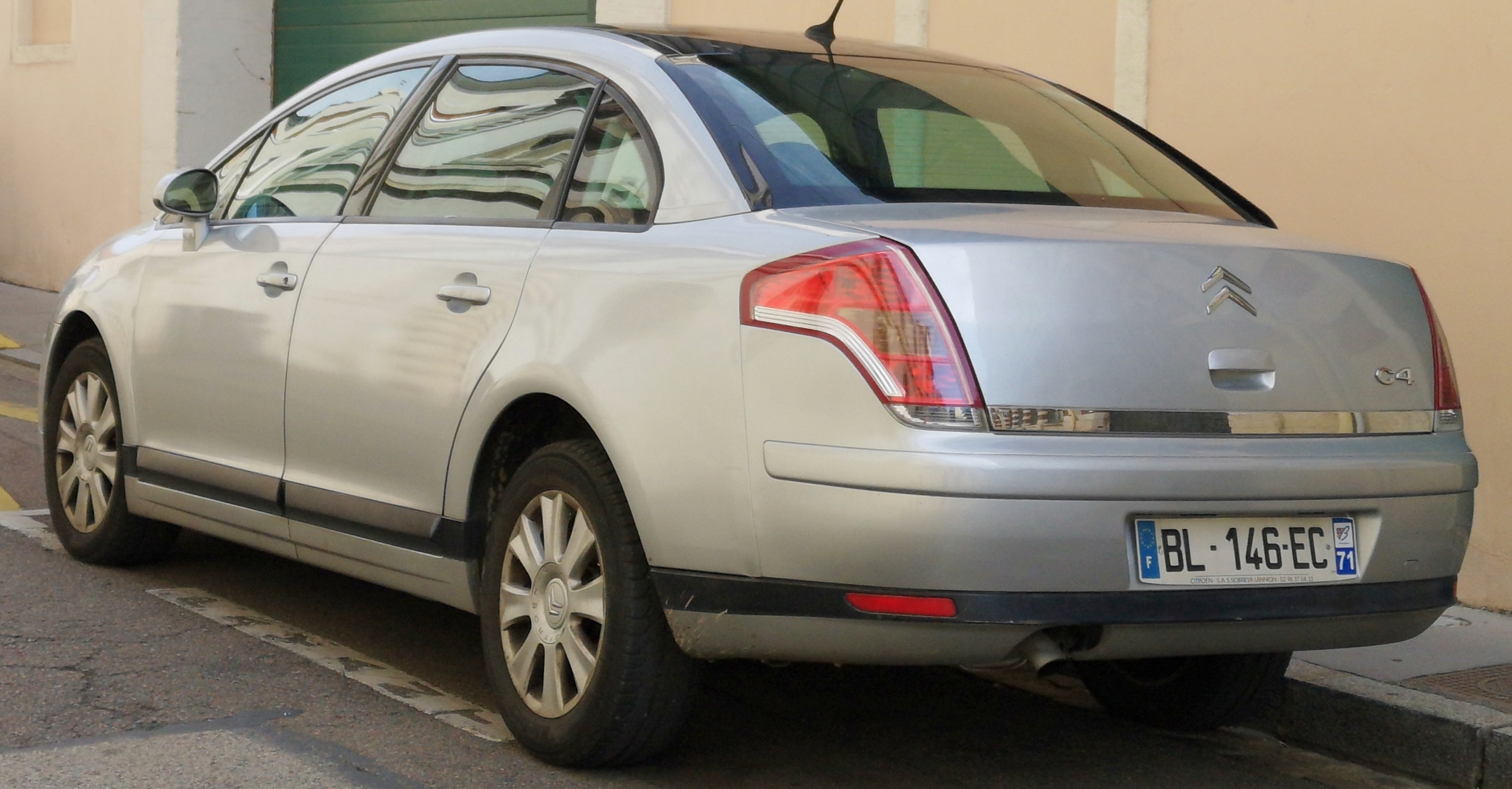
Sedan

Cunoscut în România sub numele de C4 Sedan, versiunea berlină este produsă în Argentina.

## A doua generație (2010; B7)

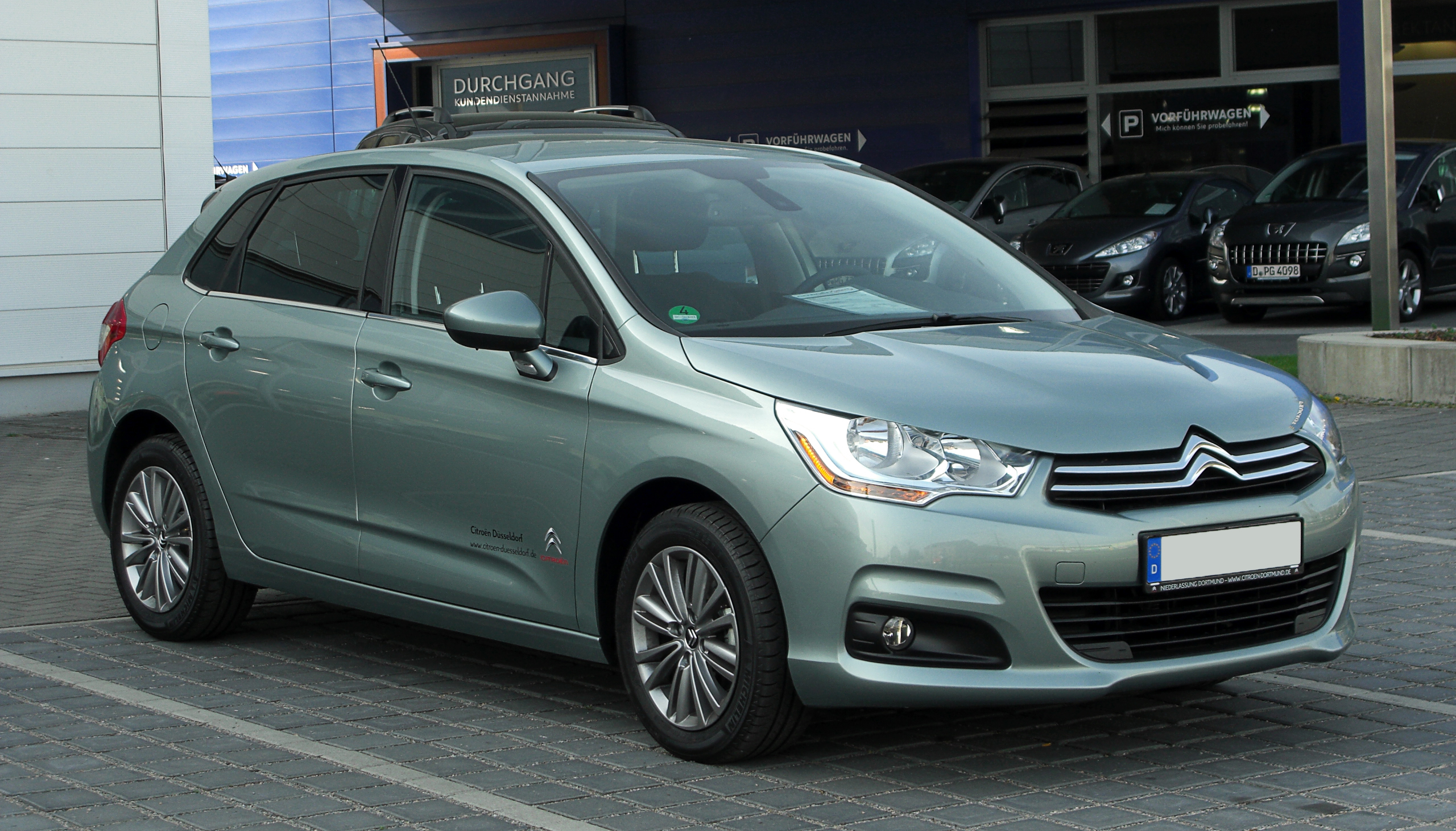
Hatch (pre-facelift)

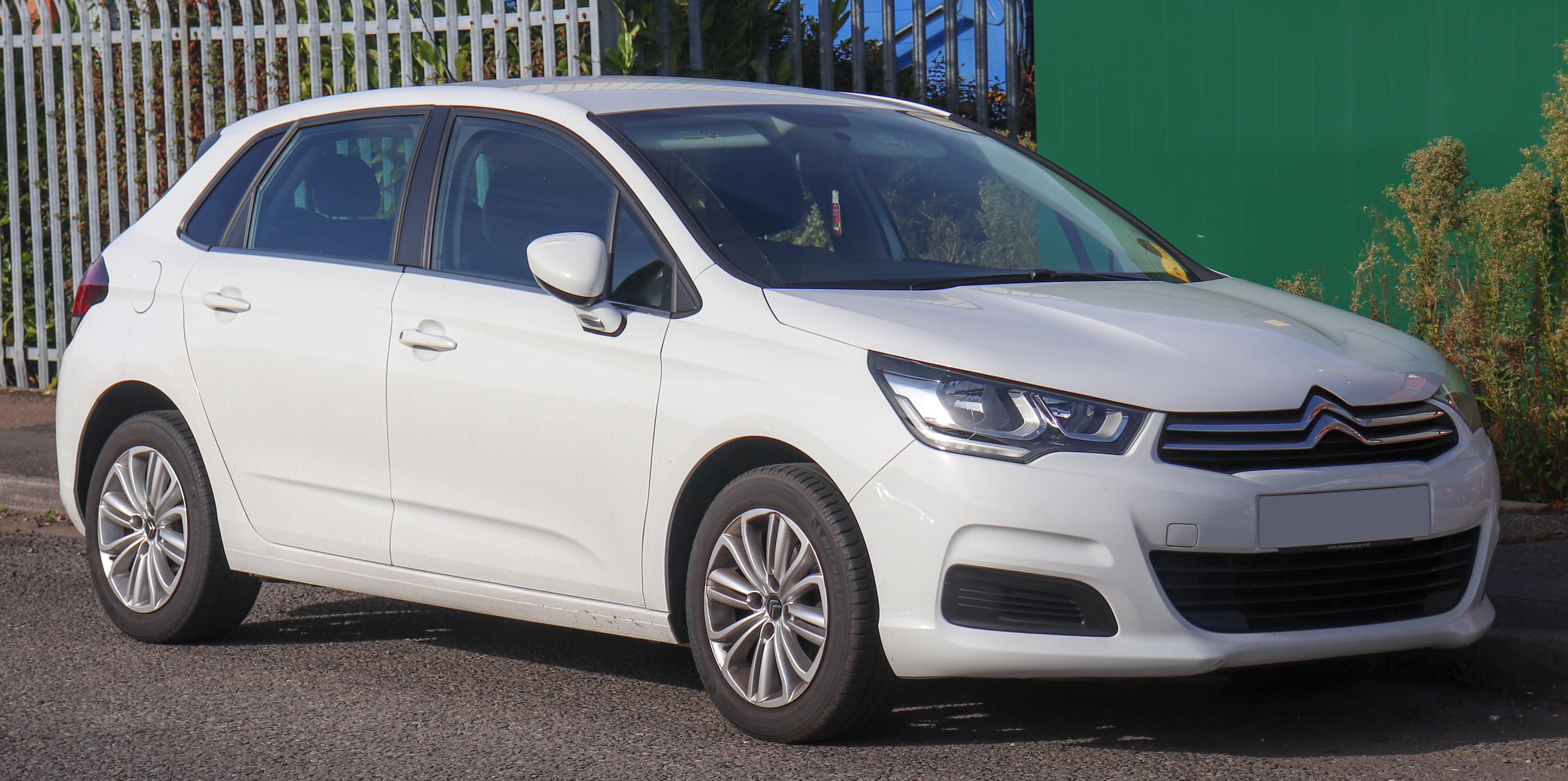
Hatch (facelift)

A doua generație de C4 și-a făcut debutul la Salonul Auto de la Paris din 2010, înainte de a fi lansată în septembrie.

## A treia generație (2020)

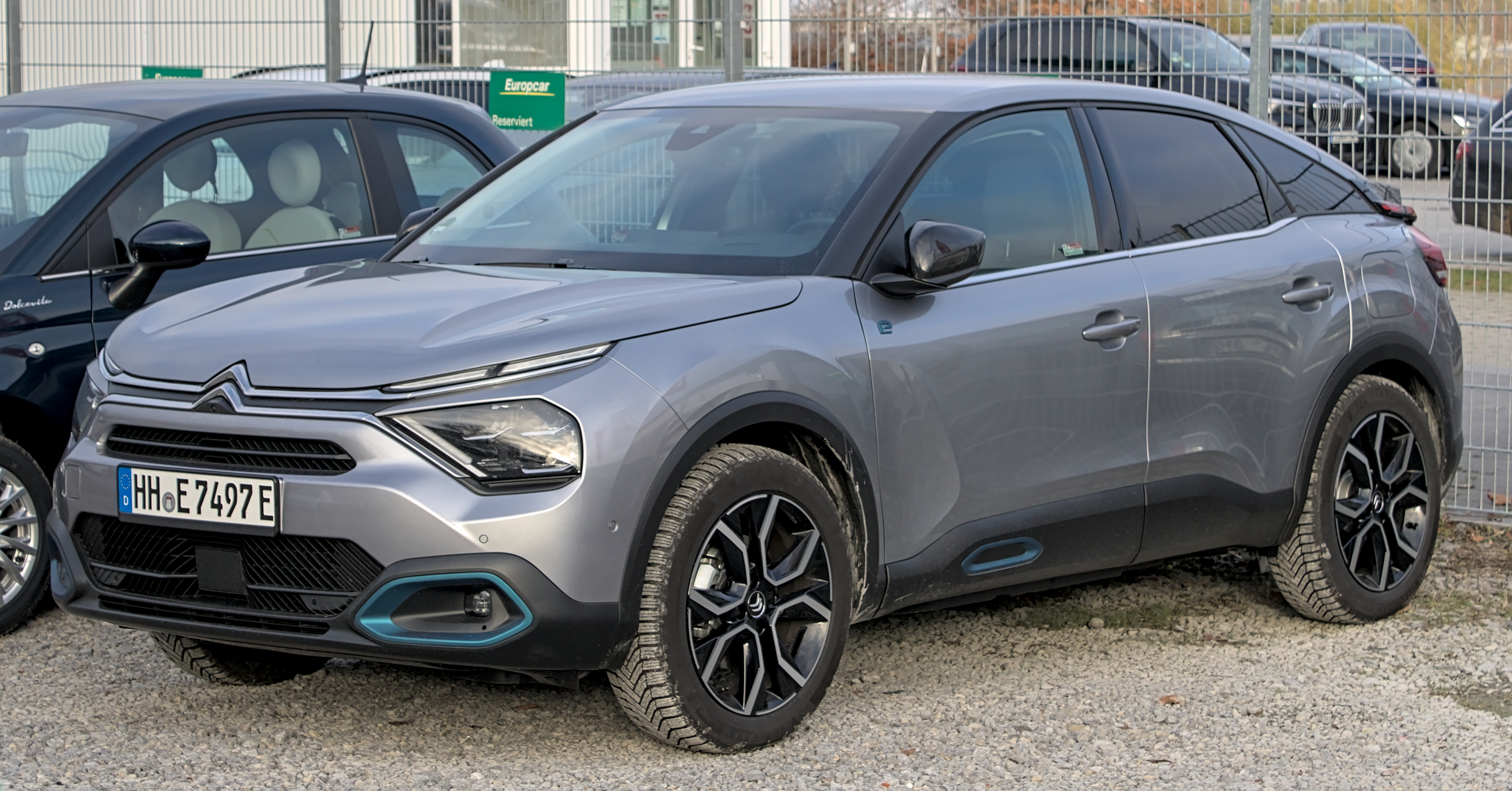
ë-C4

În iunie 2020, a treia generație C4 a fost lansată într-o formă de SUV coupe, renunțând la stilul tradițional de caroserie hatchback/berlină din segmentul C.
Faceliftul pentru Citroën C4 și C4 X va fi prezentat în octombrie 2024 la Salonul Auto de la Paris.